# Mont Luisandre
Le mont Luisandre, ou Molard de Luisandre, est un sommet du massif du Jura culminant à 801 mètres d'altitude, dans la région du Bugey dans l'Ain, en France. Il constitue un point de vue remarquable sur la plaine de l'Ain et les monts du Bugey. Le mont Luisandre sert de base de décollage pour le vol libre. Au Moyen Âge, une bâtie a été édifiée à son sommet, remplacée par la suite par un château fort construit en pierres.

## Géographie

### Situation

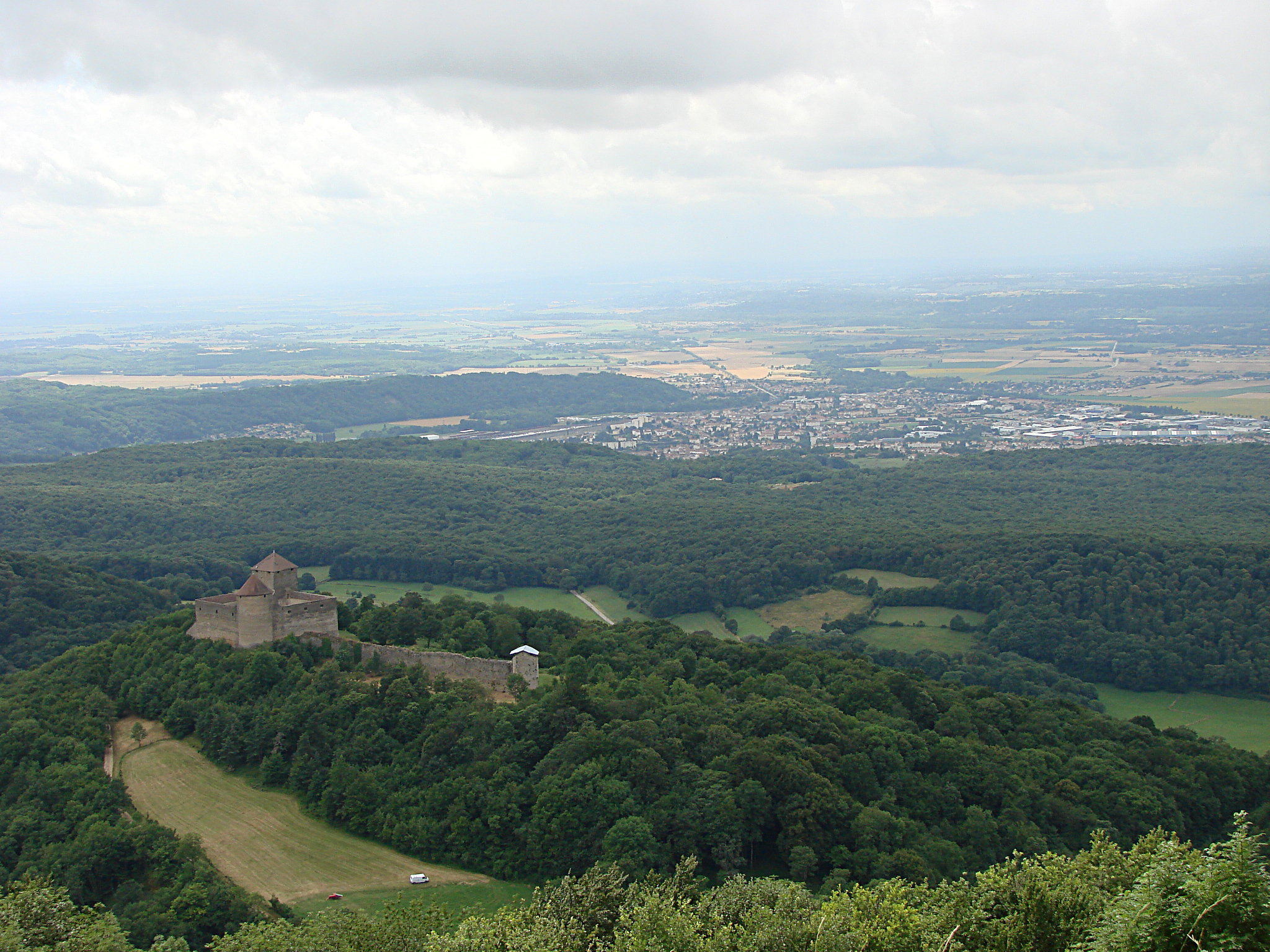
Vue du château des Allymes depuis le mont Luisandre.

Le mont Luisandre se situe sur la commune de Saint-Rambert-en-Bugey, dans l'Ain. Il offre à l’ouest une vue sur Ambérieu-en-Bugey et le château des Allymes qu'il domine, la plaine de l’Ain, la Dombes, la Bresse, les monts du Pilat, le Lyonnais et le Beaujolais. À l’est, on peut parfois apercevoir le mont Blanc.

### ÉmetteurFM
Un pylône autostable émettant FC Radio l'essentiel avec une puissance de 1 kW sur le 97.6 FM est situé sur le mont Luisandre. Cet émetteur permet de couvrir Ambérieu-en-Bugey, la Dombes, la Côtière, Bourg-en-Bresse et le val de Saône.